# Comarca de Aveiro
A comarca de Aveiro é uma comarca integrada na divisão judiciária de Portugal. Tem sede em Aveiro.
A comarca abrange uma área de 2 808 km² e tem como população residente 735 790 habitantes (2011).
Os municípios que integram a comarca de Aveiro são os seguintes:
- Aveiro
- Águeda
- Albergaria-a-Velha
- Anadia
- Arouca
- Castelo de Paiva
- Espinho
- Estarreja
- Ílhavo
- Mealhada
- Murtosa
- Oliveira de Azeméis
- Oliveira do Bairro
- Ovar
- Santa Maria da Feira
- São João da Madeira
- Sever do Vouga
- Vagos
- Vale de Cambra

A comarca de Aveiro integra a área de jurisdição do Tribunal da Relação do Porto.